# Ínhüvelygyulladás
Az ínhüvelygyulladás (latinul: tenosynovitis) az inakat körülvevő, folyadékkal telt ínhüvely (synovium) gyulladása, amely jellemzően fájdalommal, duzzanattal és merevséggel jár. Előfordulhat fertőzéses eredetű formában, de gyakoribbak a túlterhelés, ismétlődő mozgások vagy autoimmun folyamatok okozta nem fertőző változatai. Tipikus példái a de Quervain-szindróma és a szűkületes ínhüvelygyulladás (közismertebb nevén pattanó ujj).

## Tünetek
A fertőző ínhüvelygyulladás a kézfertőzések 2,5–9,4%-át teszi ki.  
Diagnózisában a Kanavel-jelenségek segítenek:  
- nyomásérzékenység az ín lefutása mentén,
- orsószerű duzzanat,
- az érintett ujj nyugalmi hajlított helyzete,
- erős fájdalom passzív nyújtáskor.[4]

Nem fertőző ínhüvelygyulladásnál főleg helyi fájdalom, mozgáskorlátozottság, kattogó vagy akadó mozgás jellemző, különösen a kéz és csukló területén.

## Kockázati tényezők
- ismétlődő mozdulatok (pl. számítógép-billentyűzet, egér használata, hangszerjáték),
- fizikai túlterhelés, sporttevékenység,
- sérülések, apró sebek (fertőző forma),
- cukorbetegség, reumás ízületi gyulladás, köszvény,
- női nem és 40 év feletti életkor (de Quervain-szindróma gyakrabban fordul elő).[5]

## Diagnózis
A diagnózis elsősorban fizikális vizsgálaton alapul. Fertőző esetben laborvizsgálat (pl. gyulladásos paraméterek) és az ínhüvelyből leszívott folyadék tenyésztése segíti a kórokozó azonosítását. Képalkotó eljárások (ultrahang, MRI) hasznosak lehetnek a nem fertőző formák (pl. szűkületes ínhüvelygyulladás) felismerésében.

## Kezelés
- Nem fertőző esetben: pihentetés, helyi hűtés, nem szteroid gyulladáscsökkentők, szteroid injekció, fizioterápia és gyógytorna. Súlyosabb vagy makacs esetekben műtéti beavatkozás (ínhüvely bemetszése) is szükséges lehet.[7]
- Fertőző esetben: széles spektrumú antibiotikumok, az ínhüvely öblítése és drenázsa, szükség esetén műtét. Súlyos, elhanyagolt esetben amputáció is szükségessé válhat.[8]

## Szövődmények
Kezelés nélkül az ín elhalása, merevség, deformitás (pl. Boutonniere-deformitás), krónikus fájdalom, illetve a fertőzés továbbterjedése következhet be.

## Megelőzés
- ismétlődő mozgások közbeni szünetek beiktatása,
- ergonomikus munkahely és kéztartás,
- sport és fizikai munka előtti bemelegítés,
- cukorbetegség és anyagcsere-betegségek megfelelő kezelése.

## Prognózis
A korán felismert és kezelt ínhüvelygyulladás jól gyógyítható, és az esetek többségében az érintett ujj teljes mozgástartománya visszanyerhető. Elhanyagolt vagy későn felismert fertőző forma azonban maradandó károsodást, funkcióvesztést okozhat.

## Fordítás
- Ez a szócikk részben vagy egészben  a   Tenosynovitis című angol Wikipédia-szócikk fordításán alapul.  Az eredeti cikk szerkesztőit annak laptörténete sorolja fel. Ez a jelzés csupán a megfogalmazás eredetét és a szerzői jogokat jelzi, nem szolgál a cikkben szereplő információk forrásmegjelöléseként.